# Micate
Micate ou bolinho, como é chamado em Angola, é um tradicional petisco africano feito de massa frita. A proeminência desta iguaria se estende do centro-oeste da África até as bordas leste e sul da África Ocidental, onde é mais conhecida como mandazi.

## Nomes
Outros nomes para o alimento incluem "puff-puff" na Nigéria, Serra Leoa, às vezes em Gana, e nos Camarões anglófonos; "buffloaf" (ou "boflot") em Gana; "bofloto" na Costa do Marfim; "mikate" no Congo-Quinxassa; "beignet" nos Camarões francófonos (embora não seja baseado na mesma massa que a pastelaria francesa homônima); "ligemat" no Sudão; "kala" na Libéria; "vetkoek", "amagwinya", "magwinya" na África do Sul e Zimbábue.

## Preparo e consumo
Os micates são feitos de massa contendo farinha, fermento, açúcar, manteiga, sal, água e ovos (opcionais) e fritos em óleo vegetal até a cor marrom dourado. O fermento em pó pode ser usado no lugar do fermento, mas o fermento é mais comum. Depois de fritar, os micates podem ser enrolados no açúcar. Como o beignet francês e o zeppole italiano, os micates podem ser enrolados em qualquer tempero ou sabor, como canela, baunilha e noz moscada. Isso forma um estilo de fusão de micates servidos com um molho de frutas, como morango ou framboesa. O micate pode ser consumido puro ou com qualquer outra adição. Por exemplo, os camaroneses comem folhados com grãos, café e outras bebidas no café da manhã.

## Nos livros de receitas
Micates são mencionados no livro Behold the Dreamers por Imbolo Mbundu.